# Leonel Olmedo
Armando Leonel Olmedo Pérez (Ciudad de México, México, 8 de abril de 1981) es un futbolista mexicano retirado. Se desempeñaba como defensa central.

## Trayectoria
Se formó en las fuerzas básicas del Club Necaxa, debutó con los rayos el 26 de septiembre de 1999, en un partido de la Copa de Campeones de la Concacaf 1999 frente al LA Galaxy.
Sería el único encuentro que disputaría, nunca pudo debutar en liga con dicho equipo y pasó al Club América en el Invierno 2000, ahí haría su debut en Primera División el 13 de agosto de 2000, donde tuvo escasa participación alternando partidos en el equipo filial los Halcones de Querétaro y el Club San Luis de la Primera División 'A', siendo este último con el después jugó con ellos luego de su ascenso al máximo circuito por un año y una vez más regresa al América y con poca acción retorna con los potosinos en el Apertura 2004 donde consigue ascender con dicho club y es tomado en cuenta en el plantel de la Primera División.
Con San Luis estuvo por cinco años a excepción del Apertura 2007 ya que fue registrado por Necaxa.
Tras el Apertura 2009, fue transferido a los Tiburones Rojos de Veracruz de la Liga de Ascenso donde jugó tres torneos y pasaría al Irapuato por seis meses y regresaría a primera con Querétaro donde tuvo escasa participación y retorna al Irapuato.
Con San Luis logró disputar Copa Libertadores y Copa Sudamericana.
De Irapuato pasó a Alebrijes de Oaxaca para el Apertura 2013 donde duró un año y jugaría con la nueva franquicia de San Luis Potosí el Atlético San Luis por un año y se retiró al finalizar el Clausura 2016.

## Estadísticas
| C. Necaxa · México |               |               |     |    |    |   |    |     |     |   |
| 1ª | 1999-00       | 0             | 0   | -  | -  | 1 | 0  | 1   | 0   |   |
| 1ª | 2007          | 0             | 0   | -  | -  | - | -  | 0   | 0   |   |
| Total club | Total club    | 0             | 0   | -  | -  | 1 | 0  | 1   | 0   |   |
| Halcones de Querétaro · México |               |               |     |    |    |   |    |     |     |   |
| 2ª | 2000-01       | 28            | 1   | -  | -  | - | -  | 28  | 1   |   |
| Total club | Total club    | 28            | 1   | -  | -  | - | -  | 28  | 1   |   |
| C. América · México |               |               |     |    |    |   |    |     |     |   |
| 1ª | 2000-01       | 2             | 0   | 0  | 0  | - | -  | 2   | 0   |   |
| 1ª | 2001-02       | 1             | 0   | 1  | 0  | 3 | 0  | 5   | 0   |   |
| 1ª | 2003-04       | 2             | 0   | 0  | 0  | 1 | 0  | 3   | 0   |   |
| Total club | Total club    | 5             | 0   | 1  | 0  | 4 | 0  | 10  | 0   |   |
| San Luis F.C. · México |               |               |     |    |    |   |    |     |     |   |
| 2ª | 2001-02       | 23            | 1   | -  | -  | - | -  | 23  | 1   |   |
| 1ª | 2002-03       | 27            | 0   | -  | -  | - | -  | 27  | 0   |   |
| 2ª | 2004-05       | 14            | 0   | -  | -  | - | -  | 14  | 0   |   |
| 1ª | 2005-06       | 22            | 1   | -  | -  | - | -  | 22  | 1   |   |
| 1ª | 2006-07       | 26            | 0   | -  | -  | - | -  | 26  | 0   |   |
| 1ª | 2008          | 9             | 0   | 0  | 0  | - | -  | 9   | 0   |   |
| 1ª | 2008-09       | 30            | 0   | -  | -  | 4 | 0  | 36  | 0   |   |
| 1ª | 2009          | 6             | 0   | -  | -  | 5 | 0  | 11  | 0   |   |
| Total club | Total club    | 157           | 2   | 0  | 0  | 9 | 1  | 166 | 2   |   |
| C. Veracruz · México |               |               |     |    |    |   |    |     |     |   |
| 2ª | 2010          | 10            | 0   | -  | -  | - | -  | 10  | 0   |   |
| 2ª | 2010-11       | 14            | 0   | -  | -  | - | -  | 14  | 0   |   |
| Total club | Total club    | 24            | 0   | -  | -  | - | -  | 24  | 0   |   |
| Irapuato F.C. · México |               |               |     |    |    |   |    |     |     |   |
| 2ª | 2012          | 7             | 0   | -  | -  | - | -  | 7   | 0   |   |
| 2ª | 2013          | 0             | 0   | 4  | 0  | - | -  | 4   | 0   |   |
| Total club | Total club    | 7             | 0   | 4  | 0  | - | -  | 11  | 0   |   |
| Querétaro F.C. · México |               |               |     |    |    |   |    |     |     |   |
| 1ª | 2012          | 2             | 0   | 1  | 0  | - | -  | 3   | 0   |   |
| Total club | Total club    | 2             | 0   | 1  | 0  | - | -  | 3   | 0   |   |
| Alebrijes de Oaxaca · México |               |               |     |    |    |   |    |     |     |   |
| 2ª | 2013-14       | 19            | 2   | 4  | 0  | - | -  | 23  | 2   |   |
| Total club | Total club    | 19            | 2   | 4  | 0  | - | -  | 23  | 2   |   |
| Atlético San Luis · México |               |               |     |    |    |   |    |     |     |   |
| 2ª | 2014-15       | 13            | 0   | 2  | 0  | - | -  | 15  | 0   |   |
| 2ª | 2015-16       | 17            | 1   | 9  | 0  | - | -  | 26  | 1   |   |
| Total club | Total club    | 30            | 1   | 11 | 0  | - | -  | 41  | 1   |   |
| Total carrera | Total carrera | Total carrera | 272 | 6  | 21 | 0 | 13 | 0   | 306 | 6 |
| (1)Incluye datos de la Copa México, Pre Pre Libertadores (2001) e InterLiga (2004 y 2008). (2)Incluye datos de la Copa de Campeones de la Concacaf (1999), Mundial de Clubes, Copa de Gigantes de la Concacaf (2001), SuperLiga (2010), Copa Sudamericana (2008) y Copa Libertadores (2002, 2004 y 2009). |               |               |     |    |    |   |    |     |     |   |

## Palmarés

### Campeonatos nacionales
| Título             | Club          | País   | Año  |
| ------------------ | ------------- | ------ | ---- |
| Primera División   | América       | México | 2002 |
| Primera 'A'        | San Luis F.C. | México | 2004 |
| Campeón de Ascenso | San Luis F.C. | México | 2005 |

### Campeonatos internacionales
| Título                           | Club    | País   | Año  |
| -------------------------------- | ------- | ------ | ---- |
| Copa de Campeones de la Concacaf | Necaxa  | México | 1999 |
| Copa de Gigantes de la Concacaf  | América | México | 2001 |

Otros logros
- Tercer lugar en el Mundial de Clubes 2000 con Necaxa.
- Subcampeón del Torneo Clausura 2006 con San Luis.